# Siphonognathus radiatus
Siphonognathus radiatus és una espècie de peix pertanyent a la família dels odàcids.

## Descripció
- Pot arribar a fer 18 cm de llargària màxima.[3][4]

## Alimentació
Menja principalment crustacis i mol·luscs (Gammaridae, amfípodes, copèpodes, decàpodes, Tanaidacea i bivalves).

## Hàbitat
És un peix marí, bentònic, associat als esculls i de clima subtropical (32°S-42°S) que viu entre 1 i 18 m de fondària en praderies marines de fons tous.

## Distribució geogràfica
Es troba a l'Índic oriental: el sud d'Austràlia (des de Fisherman Islands -Austràlia Occidental- fins a Portland -Victòria-, incloent-hi l'estuari del riu Tamar al nord de Tasmània).

## Observacions
És inofensiu per als humans.